# Oryzopsis canadensis
Oryzopsis canadensis là một loài thực vật có hoa trong họ Hòa thảo. Loài này được (Poir.) Torr. ex A.Gray mô tả khoa học đầu tiên năm 1843.